# Aplocera anatolica
Aplocera anatolica är en fjärilsart som beskrevs av Eugen Wehrli 1931. Aplocera anatolica ingår i släktet Aplocera och familjen mätare. Inga underarter finns listade i Catalogue of Life.